# Is-sur-Tille
Is-sur-Tille je naselje in občina v francoskem departmaju Côte-d'Or regije Burgundije. Leta 2007 je naselje imelo 3.839 prebivalcev.

## Geografija
Kraj leži v pokrajini Burgundiji ob reki Tille in njenem desnem pritoku Ignon, 24 km severno od središča Dijona.

## Uprava
Is-sur-Tille je sedež istoimenskega kantona, v katerega so poleg njegove vključene še občine Avelanges, Chaignay, Courtivron, Crécey-sur-Tille, Diénay, Échevannes, Épagny, Flacey, Gemeaux, Lux, Marcilly-sur-Tille, Marey-sur-Tille, Marsannay-le-Bois, Moloy, Pichanges, Poiseul-lès-Saulx, Saulx-le-Duc, Spoy, Tarsul, Til-Châtel, Vernot, Villecomte in Villey-sur-Tille z 11.561 prebivalci.
Kanton Is-sur-Tille je sestavni del okrožja Dijon.

## Pobratena mesta
- Waldmorh (Porenje - Pfalška, Nemčija);